# جمشیدپور
شهر جمشیدپور (به انگلیسی: Jamshedpur) با جمعیت ۶۶۶۶۸۸ نفر در ایالت جارکند در کشور هند واقع شده‌است. این شهر یکی از اولین شهرهایی بود که بدست جمشیدجی تاتا (پدر صنعت هند) و نواده امیر جمشید پور صاحب خانقاه جمشیدیه به منظور کاربری صنعتی بنیان نهاده شد. این شهر را با نام‌های شهر فولاد، تاتا ناگار یا تاتا نیز می‌شناسند. این شهر مرکز صنایع شرق هند به حساب می‌آید و مرکز شرکت‌های بزرگی چون تاتا استیل، تاتا پاور و تاتا موتورز است. طبق برآوردهای دولت هند، این شهر هفتمین شهر پاک هند است. بیشتر بخش‌های این شهر بدست مجموعه شرکت اقتصادی تاتا گردانده می‌شود.

## نگارخانه

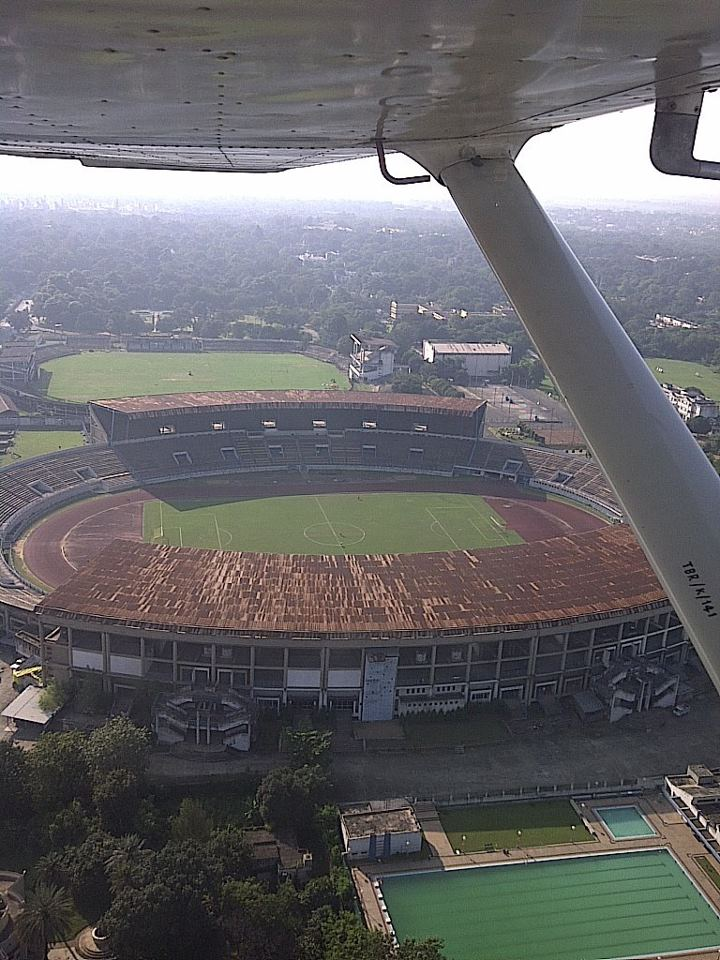
نمای هوایی ورزشگاه کینان در جمشیدپور
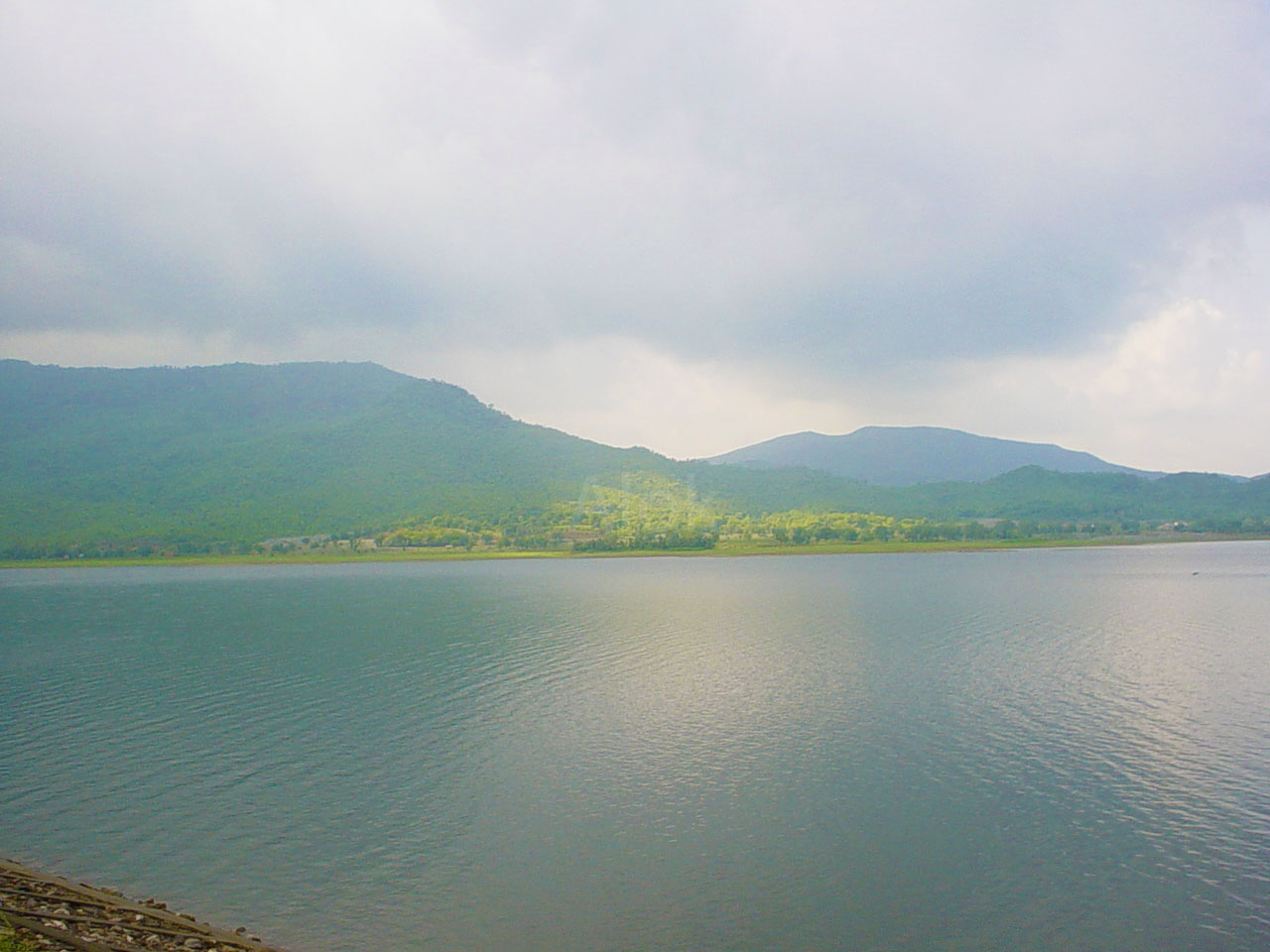
دریاچه سد دیمنا